# Hans Strelow
Hans Walter Strelow (* 1. Oktober 1940 in Stettin; † 14. August 2023) war ein deutscher Galerist.

## Leben

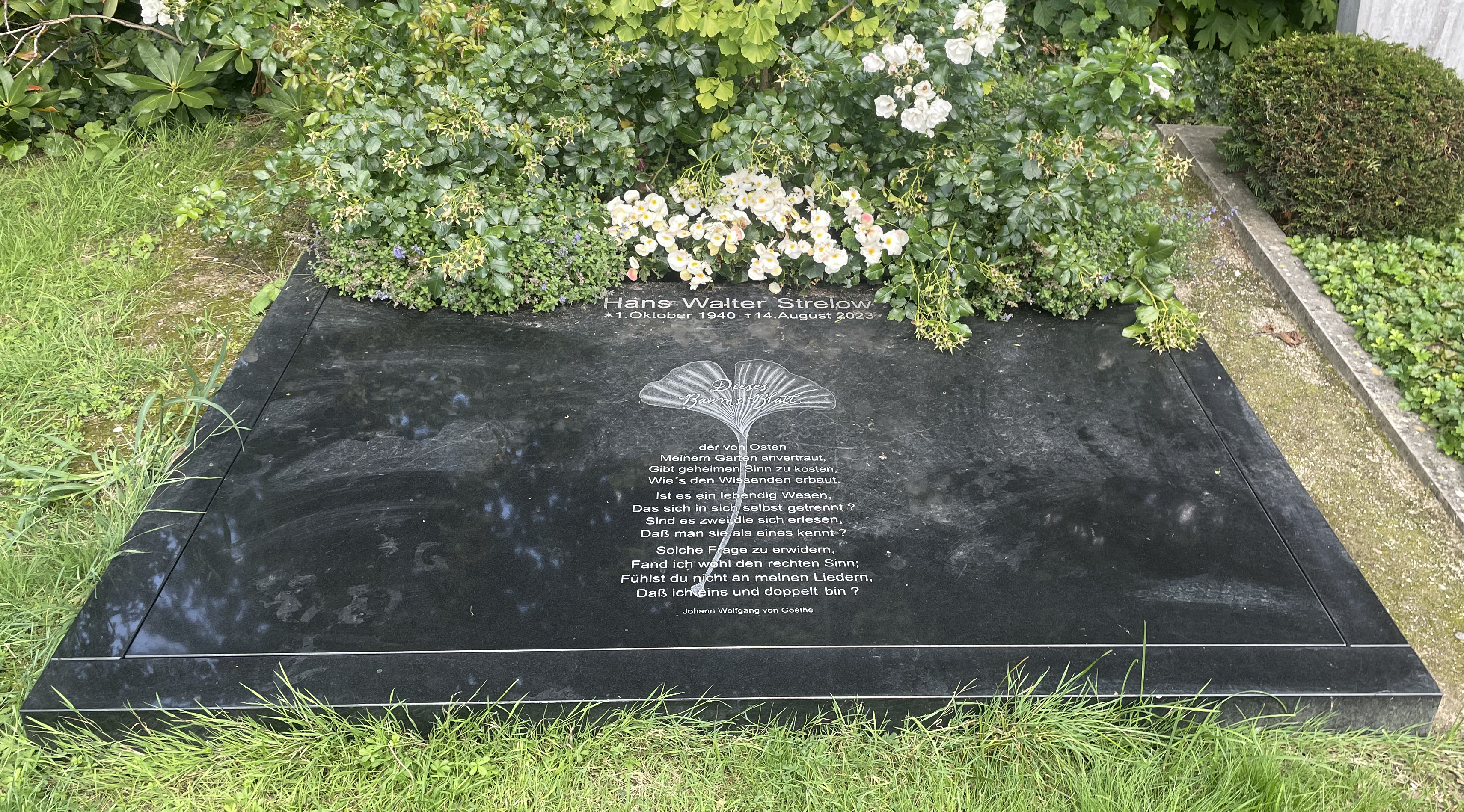
Grabstätte Hans Walter Strelow, Nordfriedhof Düsseldorf (2024)

Strelow war zunächst als Kunstkritiker der Frankfurter Allgemeinen Zeitung für Nordrhein-Westfalen tätig, später berichtete er für diese Zeitung aus New York von der nordamerikanischen Kunstszene.
Noch als Kritiker veranstaltete er mit dem Galeristen Konrad Fischer die bis heute vielbeachtete, bahnbrechende Ausstellung Prospect 68 in der Kunsthalle Düsseldorf, die die Kunst der damaligen internationalen Avantgarde vorstellte: Minimal Art, Earth Art, Arte Povera und Konzept-Kunst.
Im Jahr 1971 gründete Strelow eine Galerie für abstrakte Gegenwartskunst in Düsseldorf. Strelow regte wichtige Ausstellungen im Rheinland an – u. a. 1984 die Ausstellung Von hier aus – Zwei Monate neue deutsche Kunst in Düsseldorf mit Gegenwartskunst von 64 Künstlern – und war Mitbegründer des Art Forum Berlin. Strelow vertritt die Künstler Emil Schumacher, Frank Stella, Günther Uecker, Ulrich Erben, Horst Münch und Imi Knoebel.
Seit 1981 machte seine Galerie insgesamt 25 Einzelausstellungen zu Emil Schumacher. Zu Frank Stella zeigte die Galerie Strelow 2017 die siebte Einzelausstellung seit Anfang der 1970er Jahre. 1980 zeigte sie die erste Einzelausstellung in Deutschland mit Gemälden von Willem de Kooning.
Ende Juni 2020 schloss er seine Düsseldorfer Galerie am Luegplatz 3 in Düsseldorf-Oberkassel mit einer letzten Schau mit Werken von Peter Brüning, Karl Otto Götz, Ulrich Erben, Emil Schumacher, Imi Knoebel und Norbert Kricke. Hans Strelow starb am 14. August 2023 im Alter von 82 Jahren und wurde auf dem Nordfriedhof von Düsseldorf beerdigt.